# 耶律質古
耶律质古（?—?），为契丹（遼朝）皇族，太祖耶律阿保機的女儿。
耶律质古下嫁淳钦皇后述律平之異母弟萧室鲁。耶律质古幼年时为奥姑，契丹的风俗，凡婚燕之礼，推选女子之中可尊敬者坐於奥，称为“奥姑”。契丹人信奉薩滿教，奧姑就相當於薩滿巫師。未冊封为公主前早卒，死時約20多歲。  
西元911年，丈夫與叔叔（耶律阿保机的弟弟）耶律剌葛发动判乱，历时三年後被耶律阿保机平复战乱，耶律剌葛自杀，不久，萧室鲁也自杀身亡，质古身心俱疲，病歿。
2003年发现的吐尔基山墓被怀疑是耶律质古的陵墓。經DNA鑑定，墓主約為30多歲、1.59米的契丹人(北亞蒙古人種)女性，與質古（混血西域回鶻人）的情形不相符。

## 传記資料
- 《遼史》公主表